# Metasia hemicirca
Metasia hemicirca là một loài bướm đêm trong họ Crambidae.